# Litr
Litr je metrická jednotka objemu odpovídající krychlovému decimetru. Není jednotkou SI, i když je akceptováno její používání společně s SI jednotkami.:s.33, 145 Značí se malým písmenem „l“. Kvůli možnosti záměny s číslicí „1“ rozhodla v roce 1979 CGPM, že se smí značit i velkým písmenem „L“,:s.33, 145 přestože velká písmena jsou jinak rezervována pro jednotky odvozené ze jmen osob.:s.35, 147 Někdy se též (třebaže v rozporu s SI) používá malé psací písmeno „ℓ“ (U+2113).

## Definice
Litr je roven
- 1 dm³
- 0,001 m³
- 1000 cm³
- objemu krychle o hraně 1 dm (=10 cm)

## Odvozené jednotky objemu
Litr se pomocí předpon soustavy SI rozšiřuje do dalších jednotek:
- Mililitr, značený ml, je metrická jednotka objemu, rovná jedné tisícině litru, tzn. 10−6 m³, což je přesně rovno 1 cm³. Jméno je složeninou předpony soustavy SI mili (= tisícina) a názvu základnější jednotky litr.
- Centilitr, značený cl, je metrická jednotka objemu, rovná jedné setině litru, tzn. 10−5 m³. Jméno je složeninou předpony soustavy SI centi (= setina) a názvu základnější jednotky litr.
- Decilitr, značený dl, je jednotka objemu rovná jedné desetině litru, tzn. 10−4 m³. Jméno je složeninou předpony soustavy SI deci (= desetina) a názvu základnější jednotky litr. V lidovém úzu se decilitru říká deci a často se značí nesprávně jako dcl.
- Hektolitr, značený hl, je metrická jednotka objemu, rovná 100 litrům, tzn. 10−1 m³ neboli 0,1 m³. Jméno je složeninou předpony soustavy SI hekto (= sto) a názvu základnější jednotky litr.

## Historie
Litr byl roku 1793 zaveden ve Francii jako jedna z nových „republikánských jednotek“, zavedených za francouzské revoluce. Byl definován jako jeden decimetr krychlový; jeho jméno bylo odvozeno z jména starší francouzské jednotky litron (pocházejícího z řeckého λιτρα (litra), (značícího jednotku hmotnosti).
V roce 1901 byl na 3. konferenci CGPM litr předefinován jako objem 1 kilogramu čisté vody za její maximální hustoty (tzn. při 3,98 °C) při standardním tlaku. Předpokládalo se, že tato hodnota je právě 1 dm³, později se však zjistilo, že kvůli chybě měření je ve skutečnosti objem 1 kg vody 1,000028 dm³.
V roce 1964 se proto na 12. konferenci CGPM vrátila původní definice litru jako jiného názvu pro decimetr krychlový. Bylo však doporučeno, aby se tato jednotka používala pouze pro obchod, ne pro vědecké účely.